# Каталонское содружество

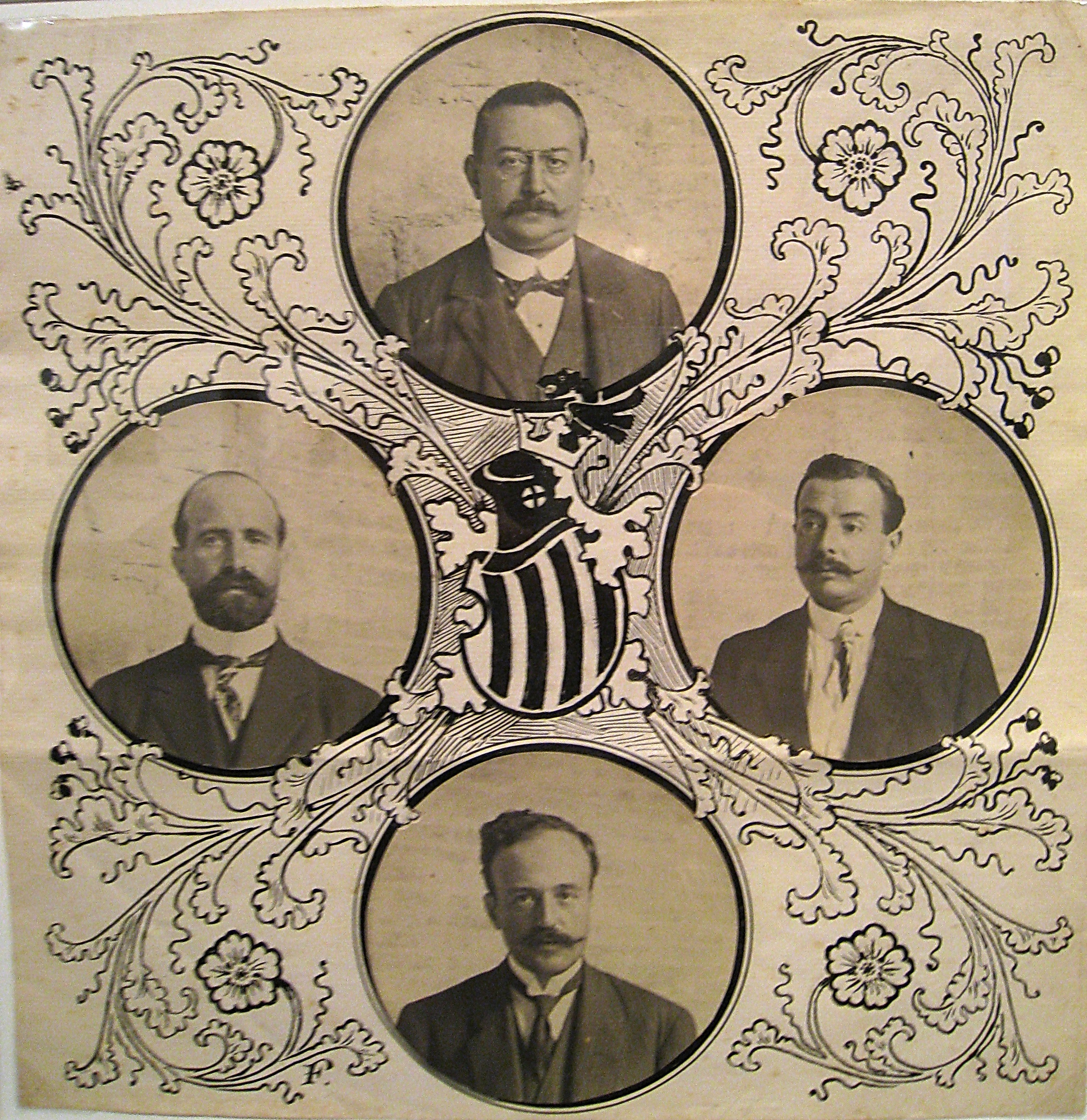
Президенты четырёх каталонских провинций времён Каталонского содружества.

Каталонское содружество (кат. Mancomunitat de Catalunya) — административная структура, которая с 6 апреля 1914 года до 20 марта 1925 года объединяла 4 каталонские провинции: Барселону, Жирону, Таррагону и Льейду.
Указ о разрешении провинциям объединяться в административные сообщества (что иными словами означало создание Каталонского содружества) был подписан королём 18 декабря 1913 г. Впервые с 1714 г. испанскими властями было признано существование каталонского сообщества на официальном уровне.
Первыми двумя президентами Каталонского содружества стали Анрик Прат-де-ла-Риба и известный архитектор Жозеп Пуч. Главным достижением Содружества стала модернизация инфраструктуры Каталонии — прокладки телефонных линий, управление портами, оптимизация структуры дорог, железной дороги, введение новых технологий в сельском хозяйстве и тому подобное.
В этот период было также были созданы: Институт каталонских исследований, Библиотека Каталонии, Промышленная школа (кат.  Escola Industrial), Высшая школа искусств (кат. Escola Superior de Belles Arts), Школа местной администрации (кат. Escola de l'Administració Local).
Особенно важным стало поддержание администрацией Содружества орфографических норм современного каталанского языка, разработанных лингвистом Пумпеу Фабром (кат. Pompeu Fabra).
Каталонское содружество не имело больших политических полномочий, но её примеру впоследствии были сформированы Автономная область Каталония и другие автономные области Испании, а также Женералитат Каталонии. Каталонское содружество было ликвидировано генералом Мигелем Примо де Риверой.